# Karl Theodor Otto zu Salm

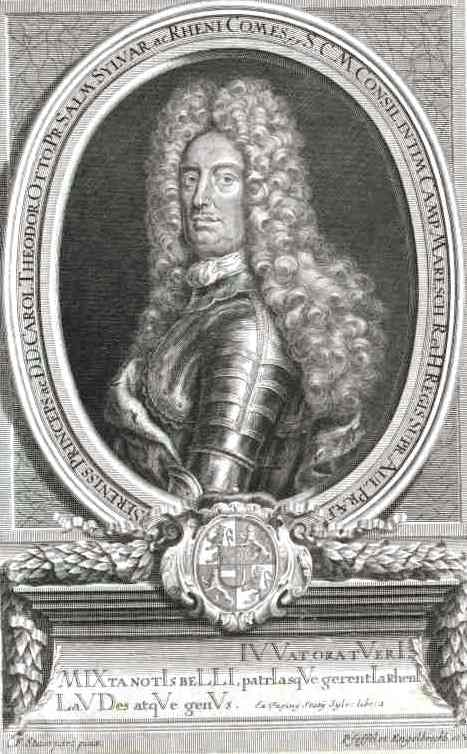
Karl Theodor Otto Fürst zu Salm

Karl Theodor Otto Fürst zu Salm, Wildgraf zu Daun und Kyrburg, Rheingraf zum Stein (* 7. Juli 1645 in Anholt; † 10. November 1710 in Aachen) war vierter Fürst zu Salm, Herr von Anholt und Inhaber weiterer Besitzungen. Er war kaiserlicher Feldmarschall, Obersthofmeister, Erzieher und einflussreicher erster Geheimer Rat Josephs I. Seine Stellung entsprach zeitweise der eines Premierministers. Er stand für eine eher auf das Reich ausgerichtete Politik. Im Streit mit der österreichischen Hofpartei des Eugen von Savoyen und anderer unterlag er.

## Leben

### Familie und Besitz
Er war Sohn von Fürst Leopold Philipp Carl und Maria Anna, geborene Gräfin von Bronckhorst-Batenburg. Karls Mutter war die Erbin der Herrlichkeit Anholt. Sein Vater erhielt 1654 für die gefürstete Grafschaft Salm eine Virilstimme im Reichsfürstenrat.
Er selbst heiratete 1664 in erster Ehe Godefrieda Maria Anna Gräfin von Huyn-Geleen. Sie war Erbin der Herrschaft Wachtendonk. Godefrieda starb aber bereits 1667. Daraufhin verheiratete sich Karl mit der Pfalzgräfin Louise Marie, der Tochter von Eduard von der Pfalz und Anna Gonzaga. Sie brachte eine Erbanwartschaft auf reiche Besitzungen in der Champagne in die Ehe. Aus dieser Verbindung ging der Sohn Ludwig Otto hervor.
Als mit Johann XI. zu Salm-Kyrburg (1635–1688) die rheingräfliche Linie zu Kyrburg ausstarb, fiel auch die Grafschaft Kyrburg an ihn. Anfangs hatte er Schwierigkeiten, die Virilstimme beim Reichstag zu behaupten. Schließlich wurde dieser Anspruch aber von den anderen Mitgliedern anerkannt. Er residierte, wenn er auf seinen Besitzungen weilte, meist auf der Burg Anholt. Diese ließ er von einer mittelalterlichen Burg in ein Barockschloss umbauen. Als Baumeister berief er Thomas Thomassini aus Mailand. Auch die Gartenanlagen wurden repräsentativ umgestaltet.

### Militärdienst
Nach dem Tod des Vaters stand er einige Jahre unter der Vormundschaft des Herzogs Karl V. von Lothringen. Er war von früh an für eine militärische Laufbahn vorgesehen. Daher studierte er um 1663 an der Militärakademie in Paris.
Er warb 1667 und noch einmal 1672 ein Regiment an. Mit diesem kämpfte er etwa 1673 bei der Belagerung von Maastricht oder ein Jahr später in der Schlacht bei Seneffe in spanischen Diensten in den Spanischen Niederlanden gegen die Franzosen.
Er wechselte um 1682 im Range eines Feldmarschallleutnants in die kaiserliche Armee. Er nahm 1683 an der Befreiung von Wien teil und wurde daraufhin zum General der Kavallerie ernannt. Im folgenden Jahr machte er den Feldzug gegen die Osmanen in Ungarn mit. Dabei siegte er bei Ofen.

### Wiener Hof
Im Jahr 1685 ernannte ihn Leopold I. zum wirklichen Geheimen Rat. Gleichzeitig wurde er Oberhofmeister und Ajo des Thronerben Joseph. Im Jahr 1687 wurde er zum Feldmarschall ernannt. Außerdem wird er im Jahr 1692 als kaiserlicher Konferenzrat genannt. Die Frau von Erzherzog Joseph, Wilhelmine Amalie von Braunschweig-Lüneburg, war eine Nichte seiner  Frau. Dadurch wurden die Beziehungen zu Joseph noch enger.
Joseph drängte früh zur politischen Einflussnahme und seine Hofhaltung wurde zum Zentrum der Opposition gegen die alten Räte des immer weniger entschlussfreudigen Kaisers. Einer seiner engsten Berater war der Fürst zu Salm. Joseph meinte, sein Vater vernachlässige die österreichische Hausmacht zugunsten des Kaiseramtes. Er kritisierte die Ineffektivität des Hofrates und plädierte für eine Reform der Finanzpolitik. Auch die Entlassung Ludwigs von Baden-Baden oder die schlechte Behandlung der Bevölkerung in Ungarn hieß Joseph nicht gut.
Nachdem Joseph 1705 den Thron bestiegen hatte, wurde Karl Theodor Otto Obersthofmeister und Leiter der Geheimen Konferenzen. Er stand damit an der Spitze des Hofes und übte einen großen Einfluss aus. Teilweise wird seine Stellung mit der eines Premierministers verglichen.
Er hat dem Kaiser dessen hohe Meinung von der Kaiserwürde nahegebracht. Zwischen 1705 und 1711 wurde der Hof vom Streit zwischen den Vertretern einer österreichischen Großmachtpolitik und den Interessenwaltern der Reichspolitik zerrissen. Unter den führenden Personen des Hofes war Fürst Salm einer der wenigen Verfechter der Reichspolitik. Eugen von Savoyen, Graf Sinzendorf, Graf Gundaker von Starhemberg und der Hofkanzler Johann Wenzel Wratislaw von Mitrowitz standen auf der Gegenseite. Im Streit mit der österreichischen Partei unterlag er. Karl Otmar von Aretin urteilte, dass Fürst Salm mit seiner aufbrausenden und verletzenden Art der Sache des Reiches mehr geschadet als genutzt hätte.
Letzter Auslöser seines Sturzes war der Streit um den Besitz der päpstlichen Herrschaft Comacchio mit Clemens XI. (Comacchiokrieg). Fürst Salm verfolgte mit der militärischen Besetzung dieses Gebiets, so jedenfalls Hans Schmidt, auch persönliche Interessen und hat den Kaiser in der Sache schlecht beraten. Möglicherweise befürchtete der Kaiser auch eine zu große Einflussnahme des Fürsten Salm. Die Geheime Konferenz wurde 1709 ausdrücklich mit Hinweis darauf eingeführt, die Autorität des Fürsten Salm zu „contrabalancieren“.
Im Jahr 1709 zog sich Karl Theodor Otto auf Grund des Streits der Hofparteien und wegen gesundheitlicher Probleme zurück und lebte vorwiegend in Anholt. Er starb in seinem Stadthaus in Aachen.
In der Literatur wird er gelegentlich als Ritter des Goldenen Vlies bezeichnet, in der vom Orden geführten Mitgliederliste fehlt er allerdings.